# Ђифоне
Ђифоне (итал. Giffone) је насеље у Италији у округу Ређо ди Калабрија, региону Калабрија.
Према процени из 2011. у насељу је живело 1881 становника. Насеље се налази на надморској висини од 581 м.

## Становништво
| 1951. | 1961. | 1971. | 1981. | 1991. | 2001. | 2011. |
| ----- | ----- | ----- | ----- | ----- | ----- | ----- |
| 4.434 | 4.104 | 3.099 | 2.646 | 2.420 | 2.182 | 1.946 |